# Abrictosaurus
Abrictosaurus consors
Genre
Espèce
Abrictosaurus est un genre fossile de petits dinosaures ornithischiens primitifs appartenant à la famille des hétérodontosauridés. Il a vécu dans le Sud de l'Afrique , au Lesotho, où il a été découvert dans la formation géologique d'Elliot datée du Jurassique inférieur (Hettangien à Sinémurien), soit il y a environ entre 201,4 à 192,9 millions d'années.
Les autres dinosaures retrouvés dans cette formation sont Syntarsus, Massospondylus, ainsi qu'un hétérodontosauridé : Heterodontosaurus.
La seule espèce de ce genre est : Abrictosaurus consors.

## Étymologie
Le nom Abrictosaurus peut se traduire par « lézard éveillé ». C'est un dérivé de deux termes grecs, abriktos qui signifie « éveillé » et sauros, signifiant « lézard ». Ce nom tire son origine d'une mésentente entre deux paléontologues sud-africains. Richard Thulborn, qui a initialement décrit les restes de l'animal qui allait être connu sous le nom d'abrictosaure, supposait que les hétérodontosauridés devaient passer par des périodes d'estivation (ou d'hibernation) causé par un cycle de remplacement dentaire. James Hopson n'y croyait pas du tout et proposa le nom de « lézard éveillé » en référence à son hypothèse. Hopson « remporta » éventuellement le débat, car les scientifiques ne croient plus en l'estivation des hétérodontosauridés, et le nom resta.
Le terme latin de l'espèce consors signifie « compagnon » ou « épouse » car Thulborn croyait que le crâne qu'il avait trouvé était celui d'un animal femelle parce qu'il ne possédait pas les défenses des autres hétérodontosauridés.

## Description
C'était un petit végétivore (ou omnivore) bipède, mesurant environ 1,2 mètre pour un poids équivalent à celui d'une dinde.

### Dimorphisme sexuel
L’hypothèse d'un dimorphisme sexuel chez les hétérodontosauridés a été avancée à partir d'observations sur le genre Abrictosaurus. L'absence de canines développées (défenses) sur un spécimen (UCL B54) a conduit Thulborn en 1974 à considérer celui-ci comme une femelle et même comme la femelle d'un genre déjà connu Lycorhinus, d'où le nom initial de Lycorhinus consors.
La description du spécimen UCL A100  par James Hopson en 1975 a montré que celui-ci possédait des canines puissantes comme les  hétérodontosauridés. J. Hopson crée alors le genre Abrictosaurus, en suggérant que l'autre spécimen UCL B54 était un jeune comme le montre ses vertèbres sacrées non encore fusionnées. L'hypothèse d'un dimorphisme sexuel est alors invalidée.

## Classification
Selon Paul Sereno en 2012, Abrictosaurus est un Heterodontosauridae évolué, placé en groupe frère avec le genre Heterodontosaurus au sein de la sous-famille des Heterodontosaurinae.